# I Mexicos land
"I Mexicos land" ("South of the Border") är en sång skriven av Jimmy Kennedy och Michael Carr, för filmen med samma namn från 1939.
Redan samma år, 1939, översattes sången till svenska av Tor Bergström, och spelades in av Johnny Bode samma år, som fick en stor hit med sången. En cover gjordes av Thorleifs 1971 och deras version låg på Svensktoppen i tre veckor under perioden 3-17 oktober samma år. Låten var Thorleifs allra första melodi på listan.

### Fotnoter
1. ↑  Soundtrack: South of the Border (1939). - IMDb.
2. ↑  ”Svensk mediedatabas”. http://smdb.kb.se/catalog/id/002068893. Läst 22 mars 2011.
3. ↑  ”Svensk mediedatabas”. http://smdb.kb.se/catalog/id/001456404. Läst 22 mars 2011.
4. ↑  ”Svensk mediedatabas”. 25 februari 1971. http://sverigesradio.se/Diverse/AppData/Isidor/files/2023/3469.txt. Läst 28 maj 2011.
5. ↑  Gradvall et al 2009, #423